# 扇屋 (百貨店)

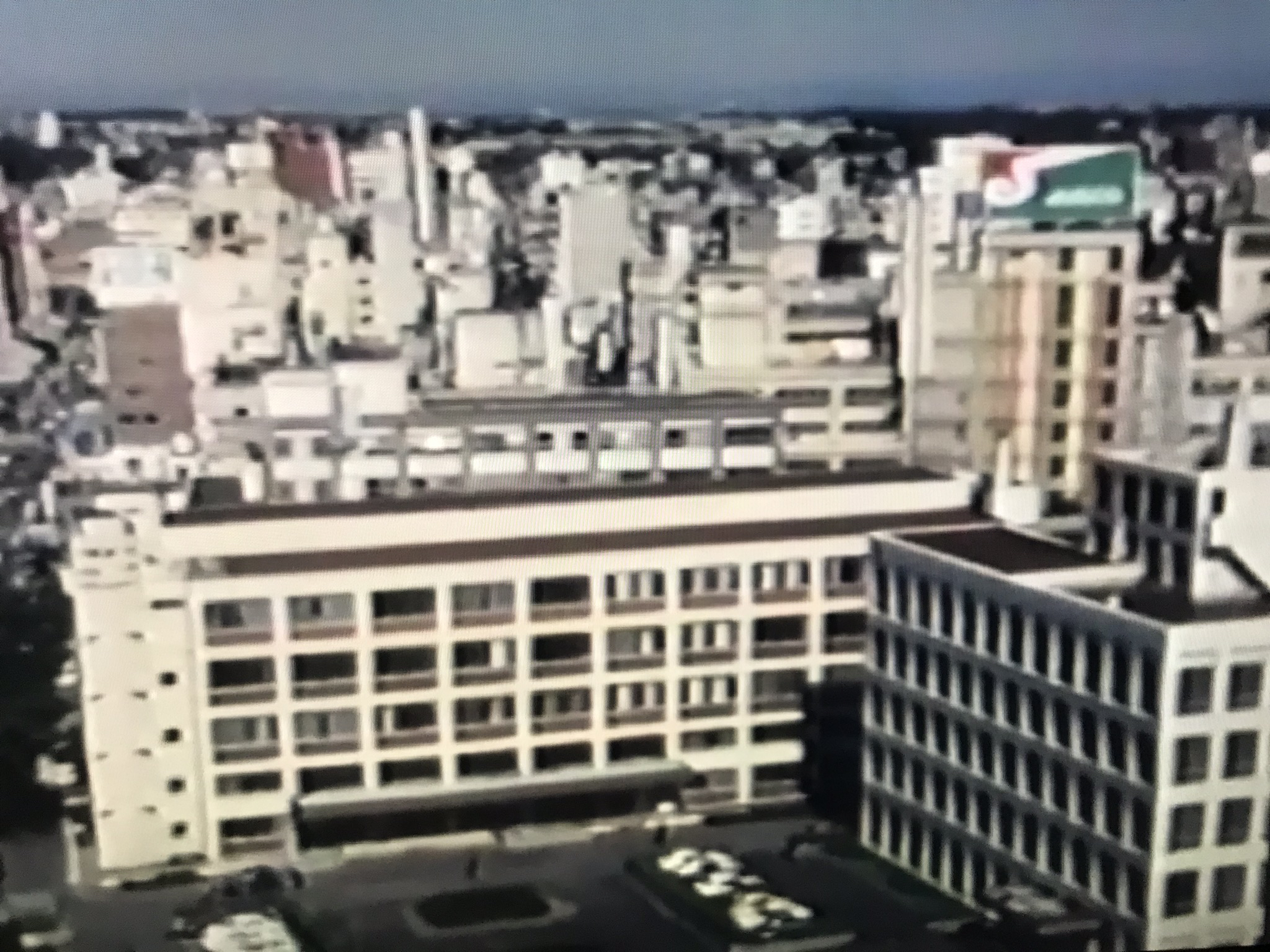
千葉県庁舎右奥に見える扇屋ジャスコ千葉店（1980年代後半撮影）。

株式会社扇屋（おおぎや）は、かつて千葉県千葉市に本社を置き、百貨店と総合スーパーチェーンを展開していた日本の企業である。
1933年創業、1976年8月21日に株式会社ジャスコ（現：株式会社イオン）と合併し、株式会社ジャスコの子会社として設立された扇屋ジャスコ（おおぎやジャスコ）が事業継承した。扇屋ジャスコは、1999年8月21日付で株式会社ジャスコに吸収合併されて消滅した。
本項では、扇屋ジャスコについても記述する。

## 沿革

### 扇屋
創業者の安田栄司が東京での修行を終えて独立し、千葉県千葉市に1933年（昭和8年）に扇屋モスリン店を開設したのが始まりである。
その後、扇屋呉服店となり、1948年（昭和23年）に法人化して株式会社扇屋本店を設立して衣料品の大型店として繁盛し、1952年（昭和27年）に大宮店を開店してチェーン展開を始めた。
1959年（昭和34年）には千葉市の本店を扇屋百貨店として百貨店を開業するなど、売場拡張を重ねて成長した。この扇屋百貨店は、1965年（昭和40年）に売場面積9,859m2で30億円を売り上げて千葉県で第2位の百貨店となり、ライバルの奈良屋（売場面積9,903m2売上高35億円）と激しい競争を繰り広げた。
1969年（昭和44年）に16店舗のチェーンストアを構築していたが、更なる発展を目指してイトーヨーカ堂との合併を目指して伊藤雅俊の説得を試みるも失敗。結局1969年（昭和44年）10月に同社などと共に共同仕入機構「ナルサ」を設立する形で落ち着いた。
また、1967年（昭和42年）に国鉄千葉駅前に進出した千葉そごうに対抗するため、1971年（昭和46年）に松坂屋と業務提携してアパレル関連の強化を図った。
1975年（昭和50年）に松坂屋との提携を解消すると、前年の1974年（昭和49年）9月に上場を果たしたものの、首都圏進出が進んでいなかったジャスコを率いる岡田卓也が、関東進出を図る上で規模・信用・人材のいずれも扇屋が合併相手として理想的だとして、安田栄司に接近して合併を持ちかけ、1976年（昭和51年）8月21日にジャスコは株式会社扇屋を合併し、その店舗網は子会社として設立した扇屋ジャスコに引き継がれた。
なお、合併前の1975年（昭和50年）の株式会社扇屋は、百貨店と総合スーパーを合計22店展開して売上高280億円を上げる中堅チェーンに成長していた。

### 扇屋ジャスコ
扇屋ジャスコに引き継がれたこの21店の店舗網は、株式会社扇屋2代目で合併時の社長だった安田敬一がインタビューに答えている通り、1992年（平成4年）10月18日に閉店した千葉店（旧扇屋百貨店）を含め、その後のスクラップアンドビルドで相次いで閉店し、ジャスコとの合併20周年の1996年（平成8年）には合併時の全店舗が消滅していた。なお、扇屋時代から存続した最後の店舗は、1996年閉店の亀有店だった。
そして1999年（平成11年）8月21日に扇屋ジャスコは、ジャスコ本体に合併されて消滅し、66年間親しまれた扇屋（愛称かぎも）の名称は完全に消滅した。なお、ジャスコ本体に合併された際の扇屋ジャスコは、総合スーパー・ジャスコ15店舗と食品スーパーのマックスバリュ4店舗で、総資産は約642億円（純資産は約77億円）まで拡大していた。

## 扇屋ジャスコの店舗

### イオンに転換して営業中の店舗
特記のない限り、「〇〇店」表記は通常の「イオン」、「〇〇店」表記がない店舗は派生業態の「イオンスタイル」として営業。
- 臼井店（佐倉市） - レイクピアウスイの核店舗
- 大網白里店（大網白里市） - 1992年6月25日に開店したアミリィ大網白里ショッピングセンターの核店舗
- 鎌取（千葉市緑区） - 1994年（平成6年）3月18日に開店したJR鎌取駅前のゆみーる鎌取ショッピングセンターの核店舗[7]
- 鴨川店（鴨川市） - 1992年（平成4年）11月27日に開店した安房鴨川駅前のフローレ鴨川ショッピングセンターの核店舗[8]
- 高根木戸店（船橋市） - イオン高根木戸店の核店舗
- 東金店（東金市） - 1978年11月10日に開店した東金ショッピングセンター サンピアの核店舗
- ノア店（野田市中根36-1）[9][10] - 1989年（平成元年）に開店したショッピングセンター ノア (NOA) の核店舗[11]
- 富津店（富津市） - イオンモール富津の核店舗
- マリンピア店（千葉市美浜区高洲3-13-2）[12][13] - 1984年（昭和59年）4月に開店した京葉線稲毛海岸駅前のイオンマリンピアショッピングセンター[14]の核店舗[15]
- 八街店（八街市） - グリーンタウンやちまたの核店舗（衣料品・雑貨のみ）。1998年11月開店[16]。2010年にマックスバリュ八街店だった食品売場もジャスコに統一される。

休業中の店舗
- 茂原店（茂原市六ツ野字高師野2799-4） - 1978年（昭和53年）開店[17]。ただし、2017年（平成29年）3月からは1階のみの営業。2018年12月2日をもって閉店[18]、2024年に建て替えて「イオンスタイル茂原」に転換する見込み[19]となっていたが2024年4月現在、新店舗建設予定地はまだ更地のままで、経営母体であるイオンリテール から「イオンスタイル茂原」の再オープンに関する公式な見解が出されていない[11]

### マックスバリュに転換して営業中の店舗
- 辰巳台店（市原市辰巳台東1-2）[20] - マックスバリュ関東1号店として1996年（平成8年）11月14日に開店[21]。グリーンタウンたつみ台ショッピングセンター（現：イオンタウンたつみ台[22]）の核店舗
- 太田店（木更津市太田4-18） - 1997年（平成9年）11月7日に開店[23]。現名称は「マックスバリュ木更津太田店」[24]（秋田県大仙市にマックスバリュ太田店が存在するため[25]）

### マックスバリュに転換後に閉店した店舗
- （初代）マックスバリュ新船橋店（船橋市） - 1997年（平成9年）11月28日に開店[26]。→2011年（平成23年）2月20日に閉店。
  - 跡地は解体され、イオンモール船橋の敷地の一部となった。
  - イオンタウン新船橋の核店舗となった同名店舗があるが、歴史的連続性はない。

### 扇屋ジャスコの店舗
かつての扇屋ジャスコの店舗については、以下の項目を参照。
- 千葉県の店舗
- 埼玉県の店舗
- 東京都の店舗
- イオン (店舗ブランド)#閉店した店舗

## CM
- 千葉テレビ放送 - 扇屋ジャスコ独自のCMを放送していた。
- TBSラジオ - 同上
- ニッポン放送 - 同上